# Chile a 2022. évi téli olimpiai játékokon
Chile a kínai Pekingben megrendezett 2022. évi téli olimpiai játékok egyik részt vevő nemzete volt. Az országot az olimpián 3 sportágban 4 sportoló képviselte, akik érmet nem szereztek.

## Alpesisí
Férfi
| Versenyző        | Versenyszám            | Eredmény | Helyezés |
| ---------------- | ---------------------- | -------- | -------- |
| Henrik von Appen | Lesiklás               | 1:47,69  | 32.      |
| Henrik von Appen | Szuperóriás-műlesiklás | 1:23,55  | 27.      |

| Versenyző        | Versenyszám | Lesiklás | Lesiklás | Műlesiklás    | Műlesiklás    | Összesítés    | Összesítés    |
| Versenyző        | Versenyszám | Idő      | Hely.    | Idő           | Hely.         | Idő           | Helyezés      |
| ---------------- | ----------- | -------- | -------- | ------------- | ------------- | ------------- | ------------- |
| Henrik von Appen | Összetett   | 1:46,51  | 18.      | nem ért célba | nem ért célba | nem ért célba | nem ért célba |

Női
| Versenyző       | Versenyszám      | 1. futam      | 1. futam      | 2. futam | 2. futam | Összesítés | Összesítés |
| Versenyző       | Versenyszám      | Idő           | Hely.         | Idő      | Hely.    | Idő        | Helyezés   |
| --------------- | ---------------- | ------------- | ------------- | -------- | -------- | ---------- | ---------- |
| Emilia Aramburo | Óriás-műlesiklás | 1:07,71       | 49.           | 1:08,61  | 44.      | 2:16,32    | 42.        |
| Emilia Aramburo | Műlesiklás       | nem ért célba | nem ért célba | kiesett  | kiesett  | kiesett    | kiesett    |

## Síakrobatika
Akrobatika
Női
| Versenyző       | Versenyszám | Selejtező | Selejtező | Selejtező | Selejtező     | Selejtező | Döntő    | Döntő    | Döntő    | Döntő         | Döntő    |
| Versenyző       | Versenyszám | 1. futam  | 2. futam  | 3. futam  | Jobb eredmény | Hely.     | 1. futam | 2. futam | 3. futam | Jobb eredmény | Helyezés |
| --------------- | ----------- | --------- | --------- | --------- | ------------- | --------- | -------- | -------- | -------- | ------------- | -------- |
| Dominique Ohaco | Big air     | 60,25     | 11,25     | 66,25     | 126,50        | 16.       | kiesett  | kiesett  | kiesett  | kiesett       | kiesett  |
| Dominique Ohaco | Slopestyle  | 17,28     | 44,85     |           | 44,85         | 22.       | kiesett  | kiesett  | kiesett  | kiesett       | kiesett  |

## Sífutás
Férfi
| Versenyző                | Versenyszám | Eredmény | Helyezés |
| ------------------------ | ----------- | -------- | -------- |
| Yonathan Jesús Fernández | 15 km       | 50:36,6  | 91.      |